# Àcid taríric
L'àcid taríric, i de nom sistemàtic àcid octadec-6-inoic, és un àcid carboxílic de cadena lineal amb devuit àtoms de carboni i un triple enllaç entre els carbonis 6-7, la qual fórmula molecular és {\displaystyle {\ce {C18H32O2}}}. En bioquímica és considerat un àcid gras.

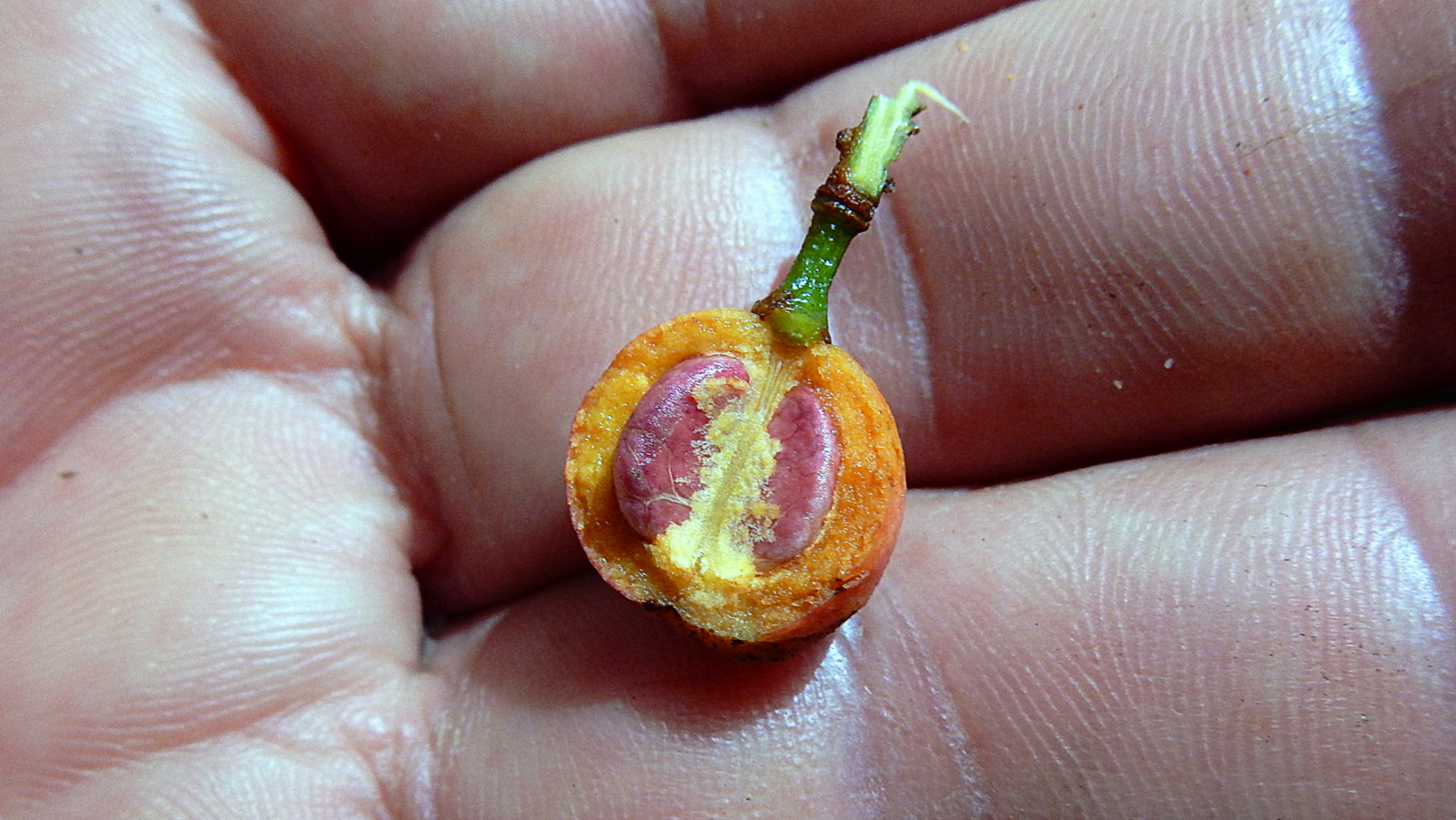
Llavors de Picramnia glazioviana

Fou aïllat per primera vegada el 1892 pel químic francès Léon-Albert Arnaud (1853-1915) de llavors d'espècies del gènere de les picramniàcies o (Picramnia o Tariri). El mateix Arnaud en determinà la constitució el 1902 i l'anomenà a partir del gènere Tariri. Fou el primer àcid gras amb un triple enllaç aïllat.
S'ha aïllat dels olis de les llavors de Picramnia sow (en conté un 95 %); Picramnia sellowii (85,3 %); Alvaradoa amorphoides (57,6 %); Picramnia lindeniana (20 %); i Ballota cristata (15,4 %).